# BWRX-300
BWRX-300 — це дизайн невеликого модульного ядерного реактора, запропонований GE Hitachi Nuclear Energy (GEH). BWRX-300 матиме пасивну безпеку, тобто ні зовнішнє живлення, ні дії оператора не будуть потрібні для підтримки безпечного стану навіть у екстремальних обставинах.

## Технологія
BWRX-300 є меншою еволюцією попередньої конструкції реактора GE Hitachi, зверніть увагу на економічну спрощену конструкцію реактора з киплячою водою (ESBWR), яка використовує компоненти робочого реактора з удосконаленим киплячим водяним реактором (ABWR). Реактори з киплячою водою - це ядерна технологія, яка використовує звичайну легку воду як теплоносій ядерного реактора. Як і більшість реакторів з киплячою водою, BWRX-300 використовуватиме воду під низьким тиском для відведення тепла від активної зони. Особливістю цієї конструкції реактора є те, що вода циркулює всередині активної зони шляхом природної циркуляції. Це на відміну від більшості ядерних реакторів, які потребують електричних насосів для активного охолодження палива. Ця система має переваги як з точки зору простоти, так і економічності.

### Відведення тепла розпаду
Відразу після зупинки ядерного реактора майже 7% його попередньої робочої потужності продовжує вироблятися за рахунок розпаду продуктів ділення з коротким періодом напіврозпаду. У звичайних реакторах пасивне видалення тепла розпаду є складним через їх низькі температури. Реактор BWRX-300 охолоджуватиметься природною циркуляцією води, що відрізнятиме його від більшості атомних станцій, які потребують активного охолодження за допомогою електричних насосів.